# فرودگاه شهرستان نونان–کووتا
 فرودگاه شهرستان نونان-کووتا (به انگلیسی: Newnan-Coweta County Airport) یک فرودگاه همگانی بهره‌برداری هوایی است که یک باند فرود آسفالت دارد و طول باند آن ۱۶۷۶ متر است. این فرودگاه در شهر نیونن، جرجیا کشور ایالات متحده آمریکا قرار دارد و در ارتفاع ۲۹۶ متری از سطح دریا واقع شده است.